# Гірничо-хімічний комплекс Фосфат-Гілл
Гірничо-хімічний комплекс Фосфат-Гілл – виробничий майданчик на північному сході Австралії, що складається з копальні та розташованого поруч заводу добрив.
Комплекс ввели в дію у 1999 році. Належна до нього копальня провадить розробку відкритим способом родовища фосфоритів Фосфат-Гілл. Після збагачення концентрат спрямовують на роозташований біч-о-біч з копальнею хімічний майданчик, де шляхом обробки фосфоритів сульфатною кислотою продукують фосфорну кислоту. Сульфатну кислоту постачають залізницею з плавильних заводів в Маунт-Айза та Таунсвіллі.
Інший технологічний ланцюжок передбачає виробництво аміаку з використанням метану, постаченого по газопроводу Баллера – Маунт-Айза. Далі реакцією аміаку та фосфорної кислоти продукують добрива – моноамонійфосфат та діамонійфосфат.
Відомо, що в 2003-му майданчик виробив 760 тисяч тонн діамонійфосфату та 162 тисячі тонн моноамонійфосфату, а в 2016-му сукупний випуск цих добрив становив 1010 тисяч тонн. 
Станом на початок 2020-х комплекс мав проблеми із підтопленням, залізничним сполученням та поставками газу, через що не міг видавати повну потужність. Так, очікувалось, що виробництво за 2024 фінансовий рік не перевищить 770 тисяч тонн добрив.
Комплекс має власну електростанцію потужністю 42 МВт, основне обладнання якої складається з шести газових та однієї парової турбін сукупною потужністю 30 МВт та двох резервних дизель-генераторів.
Певрісно проектом опікувалась група Western Mining Corporation (WMC). Невдовзі після її придбання в 2005-му гріничодобувним гігантом BHP активи на Фосфат-Гілл продали компанії Incitec Pivot limited, що спеціалізується на азотній хімії та фосфорних добривах та має або мала цілий ряд виробничих майданчиків, як то заводи промислової вибухівки у Моранба та Моура і майданчики з виробництва добрив у Гібсон-Айленді, Коорганзі, Портленді та Джилонзі.